# 考特尼·惠特尼
考特尼·惠特尼（英語：Courtney Whitney；1897年5月20日—1969年3月21日），二战时期美國陸軍將領，官至少將，是五星上将道格拉斯·麦克阿瑟重要的军旅伙伴。二战后，为美国驻日盟军总司令部民政局准將局长，主持战后日本的宪法修正，对推动战后日本政府、社会、经济的进步发挥了重要作用。

## 著作
- 《The Case of General Yamashita: A Memorandum》（1949年）
- 《MacArthur: His Rendezvous with History》（1956年）